# Aletta Mondré
Aletta Mondré (* 2. Oktober 1976 in Neustadt am Rübenberge) ist eine deutsche Politologin und war bis 2023 Professorin für Politikwissenschaft mit dem Schwerpunkt „Internationale Meerespolitik“ an der Christian-Albrechts-Universität zu Kiel.

## Leben
Aletta Mondré studierte Politikwissenschaft an der Freien Universität Berlin und erhielt ein DAAD-Stipendium für ein einjähriges Studium an der University of Melbourne. Von 2003 bis 2011 war sie wissenschaftliche Mitarbeiterin im Sonderforschungsbereich an der Universität Bremen. Von 2011 bis 2012 leitete sie die Emmy-Noether-Gruppe „Von der internationalen Politik zum globalen Regieren. Der Wandel der Governance-Norm“.
Mondré wurde 2012 an der Universität Bremen summa cum laude promoviert und erhielt 2013 den Dissertationspreis der Deutschen Gesellschaft für die Vereinten Nationen für ihre Dissertation „See you Somewhere: Forum Shopping in International Dispute Settlement“. Von 2012 bis 2016 war sie als wissenschaftliche Mitarbeiterin am Lehrstuhl für Internationale Beziehungen und Entwicklungspolitik an der Universität Duisburg-Essen tätig.
Von 2017 bis 2023 lehrte sie als Professorin für Politikwissenschaft mit dem Schwerpunkt „Internationale Meerespolitik“ an der Christian-Albrechts-Universität zu Kiel.
Sie nahm an zahlreichen internationalen Konferenzen teil, wo sie Vorträge hielt, und veröffentlichte neben einer Monografie zahlreiche Beiträge in Sammelbänden und Fachzeitschriften.
Ihre Forschungsfragen sind Architektur von Ocean Governance, Tiefseebergbau und Konflikte um Meeresgebiete.
Mondré wurde im Oktober 2019 zur Sprecherin der neu gegründeten Themengruppe „Polar- und Meerespolitik“ der Deutschen Vereinigung für Politikwissenschaft gewählt. Weitere Sprecher der Themengruppe sind Mathias Albert (Universität Bielefeld), Christoph Humrich (Universität Groningen) und Anja Menzel (FernUniversität Hagen).

## Veröffentlichungen (Auswahl)
Monografie
- Forum shopping in international disputes. Palgrave Macmillan, New York 2015, ISBN 978-1-137-46664-8.

Schriften
- mit Bernhard Zangl: Judicialization in international security. A theoretical concept and some preliminary evidence. Bremen 2005, PDF, 26 Seiten, im Rahmen der TranState working papers von Sfb597 „Staatlichkeit im Wandel“ – „Transformations of the State“, Bremen, 2005, ISSN 1861-1176[6]
- mit Gerald Neubauer, Achim Helmedach und Bernhard Zangl: Between law and politics. The judicialization of international dispute settlement in the fields of security, trade and the environment. Bremen 2008, PDF-Datei, 31 Seiten, im Rahmen der TranState working papers von Sfb597 „Staatlichkeit im Wandel“ – „Transformations of the State“, Bremen, 2009, ISSN 1861-1176[7]
- Turning to the UN Security Council. Terming crisis a threat to international peace. Bremen 2009, PDF-Datei, 28 Seiten, im Rahmen der TranState working papers von Sfb597 „Staatlichkeit im Wandel“ – „Transformations of the State“, Bremen, 2009, ISSN 1861-1176[8]
- Choosing a forum for peaceful dispute settlement, Bremen, 2011, PDF-Datei, 29 Seiten, im Rahmen der TranState working papers von Sfb597 „Staatlichkeit im Wandel“ – „Transformations of the State“, Bremen, 2011, ISSN 1861-1176[9]

Beiträge in Sammelbänden
- The Effects of International Dispute Settlement Procedures, in: H. Rothgang/S. Schneider (Hrsg.): State Transformations in OECD Countries, Palgrave Macmillan 2015, S. 87–105.
- Judizialisierungsprozesse im Sicherheitsbereich, in: Zangl, Bernhard (Hrsg.): Auf dem Weg zur internationalen Rechtsherrschaft? Streitbeilegung zwischen Politik und Recht, Campus 2009, S. 119–159.